# Can Rossell (Arenys de Munt)
|  | Aquest article tracta sobre Can Rossell d'Arenys de Munt. Vegeu-ne altres significats a « Can Rossell (desambiguació)». |

Can Rossell és una masia del municipi d'Arenys de Munt protegida com a bé cultural d'interès local. Aquesta edifici té planta baixa i pis. A la part central hi ha les golfes, que tenen una petita finestreta. La coberta és a dues aigües. S'accedeix a la casa gràcies a un portal de mig punt, amb onze dovelles. A la dovella central hi ha l'escut de la família. Al primer pis trobem tres finestres d'estil gòtic amb arc conopial.
També conserva un rellotge de sol. A dins la distribució és la típica d'una masia. Possiblement fou edificada al segle xiv. Aquesta masia igual que les terres ha passat de pares a fills. La primera adquisició consta en un document de l'any 1426. A la façana principal hi havia hagut una capelleta dedicada a l'infant Jesús de Natzaret, que fou destruïda. Més endavant en començaren una altra que va quedar a mig fer.